# Otowica (gmina Wełes)
Otowica (mac. Отовица) – wieś w centralnej Macedonii Północnej, administracyjnie i terytorialnie należąca do gminy Wełes. W 2002 roku liczyła 274 mieszkańców.

położenie wsi na mapie gminy

Według danych ze spisu powszechnego przeprowadzonego w 2002 roku, Otowicę zamieszkiwało 274 osoby deklarujące następującą narodowość: 
- Macedończycy – 266 (97,08%)
- Serbowie – 4 (1,46%)
- Inni – 4 (1,46%)